# Список наград и номинаций мультфильма «Душа»
«Душа́» (англ. Soul) — американский компьютерно-анимационный комедийно-драматический фильм 2020 года, созданный компанией Pixar Animation Studios и выпущенный Walt Disney Pictures. Режиссёром мультфильма выступил Пит Доктер по сценарию, который он написал в соавторстве с Майком Джонсом и Кемпом Пауэрсом. В озвучивании мультфильма приняли участие Джейми Фокс, Тина Фей, Филисия Рашад, Анджела Бассетт, Грэм Нортон, Рэйчел Хаус, Алисе Брага, Ричард Айоади, Уэс Стьюди и Давид Диггз, а также Questlove. По сюжету, учитель музыки средней школы и начинающий пианист Джо Гарднер впадает в кому после несчастного случая и попадает в мир между жизнью и смертью, после чего пытается воссоединить свою душу и тело, чтобы вступить в известную джаз-группу, при этом по пути встречая душу, которая не желает жить на Земле.
Премьера мультфильма «Душа» состоялась 11 октября 2020 года на Лондонском кинофестивале, а 20 ноября 2020 года он вышел в театральный прокат. Однако съёмки были отложены из-за пандемии COVID-19, из-за чего 25 декабря 2020 года мультфильм вышел на стриминговом сервисе Disney+, а в странах, где его нет — в кинотеатрах. Бюджет мультфильма составил 150 млн долларов США, при этом мультфильм собрал $ 121,7 млн по всему миру. На сайте-агрегаторе рецензий Rotten Tomatoes мультфильм получил рейтинг одобрения 95 % на основе 358 отзывов со средней оценкой 8,3/10.
Мультфильм был удостоен множества наград и номинаций в различных категориях, особенно благодаря режиссуре Пита Доктера. Он победил в двух номинациях из трёх на 88-й церемонии вручения премии «Оскар», в таких категориях, как «Лучший анимационный полнометражный фильм» и «Лучшая музыка к фильму». Мультфильм победил в семи номинациях из десяти на 48-й церемонии вручения премии «Энни». На 74-й церемонии вручения премии Британской Академии в области кино фильм победил в категориях «Лучший анимационный фильм» и «Лучшая музыка к фильму». Фильм победил в трёх номинациях на 1-й церемонии вручения суперпремии «Выбор критиков», а затем победил на 26-й церемонии вручения премии «Выбор критиков» в категории «Лучшая музыка». Различные критики также признали его лучшим анимационным фильмом года, и кроме того, Американский институт киноискусства и Национальный совет кинокритиков включили данный мультфильм в десятку лучших фильмов 2020 года.

## Награды и номинации
| Награда                                                   | Дата церемонии  | Категория | Получатель(-и) | Результат    | Прим.         |
| --------------------------------------------------------- | --------------- | --- | --- | ------------ | ------------- |
| Награды Ассоциации кинокритиков Лос-Анджелеса             | 20 декабря 2020 | «Лучший анимационный полнометражный фильм»                                                                                  | «Душа» | Второе место | [ 6 ]         |
| Награды Ассоциации кинокритиков Лос-Анджелеса             | 20 декабря 2020 | «Лучшая музыка» | Трент Резнор и Аттикус Росс | Победа       | [ 6 ]         |
| Премия Ассоциации кинокритиков Чикаго                     | 21 декабря 2020 | «Лучший анимационный фильм»                                                                                                 | Пит Доктер и Дана Мюррей | Номинация    | [ 7 ] [ 8 ]   |
| Премия Ассоциации кинокритиков Чикаго                     | 21 декабря 2020 | «Лучший оригинальный сценарий»                                                                                              | Пит Доктер, Майк Джонс и Кемп Пауэрс                                                                                                 | Номинация    | [ 7 ] [ 8 ]   |
| Премия Ассоциации кинокритиков Чикаго                     | 21 декабря 2020 | «Лучший оригинальный саундтрек»                                                                                             | Трент Резнор, Аттикус Росс и Джон Батист                                                                                             | Победа       | [ 7 ] [ 8 ]   |
| Награды кинокритиков Флориды                              | 21 декабря 2020 | «Лучший сценарий» | Пит Доктер, Майк Джонс и Кемп Пауэрс                                                                                                 | Номинация    | [ 9 ]         |
| Награды кинокритиков Флориды                              | 21 декабря 2020 | «Лучший саундтрек» | Трент Резнор, Аттикус Росс и Джон Батист                                                                                             | Победа       | [ 9 ]         |
| Награды кинокритиков Флориды                              | 21 декабря 2020 | «Лучший анимационный фильм»                                                                                                 | «Душа» | Победа       | [ 9 ]         |
| Премия Альянса женщин-киножурналистов                     | 4 января 2021   | «Лучший анимационный полнометражный фильм»                                                                                  | «Душа» | Победа       | [ 10 ]        |
| Премия Альянса женщин-киножурналистов                     | 4 января 2021   | «Лучшая женская анимация»                                                                                                   | Тина Фей | Победа       | [ 10 ]        |
| Суперпремия «Выбор критиков»                              | 10 января 2021  | «Лучший анимационный фильм»                                                                                                 | «Душа» | Победа       | [ 11 ]        |
| Суперпремия «Выбор критиков»                              | 10 января 2021  | «Лучший актёр озвучивания в анимационном фильме»                                                                            | Джейми Фокс | Победа       | [ 11 ]        |
| Суперпремия «Выбор критиков»                              | 10 января 2021  | «Лучшая актриса озвучивания в анимационном фильме»                                                                          | Тина Фей | Победа       | [ 11 ]        |
| Награды Общества кинокритиков Сан-Диего                   | 11 января 2021  | «Лучший анимационный фильм»                                                                                                 | «Душа» | Номинация    | [ 12 ] [ 13 ] |
| Награды Ассоциации кинокритиков Сент-Луиса                | 17 января 2021  | «Лучший анимационный фильм»                                                                                                 | «Душа» | Победа       | [ 14 ]        |
| Награды Ассоциации кинокритиков Сент-Луиса                | 17 января 2021  | «Лучшая музыкальная партитура»                                                                                              | Трент Резнор, Аттикус Росс и Джон Батист                                                                                             | Победа       | [ 14 ]        |
| Награды Общества кинокритиков Хьюстона                    | 18 января 2021  | «Лучшая картина» | «Душа» | Номинация    | [ 15 ] [ 16 ] |
| Награды Общества кинокритиков Хьюстона                    | 18 января 2021  | «Лучший анимационный полнометражный фильм»                                                                                  | «Душа» | Победа       | [ 15 ] [ 16 ] |
| Награды Общества кинокритиков Хьюстона                    | 18 января 2021  | «Лучший оригинальный саундтрек»                                                                                             | Трент Резнор и Аттикус Росс | Победа       | [ 15 ] [ 16 ] |
| Награды кинокритиков района Сан-Франциско                 | 18 января 2021  | «Лучшая оригинальная партитура»                                                                                             | Трент Резнор и Аттикус Росс | Победа       |               |
| Награды кинокритиков района Сан-Франциско                 | 18 января 2021  | «Лучший анимационный полнометражный фильм»                                                                                  | «Душа» | Победа       | [ 17 ]        |
| Награды Общества онлайн-кинокритиков                      | 25 января 2021  | «Лучшая картина» | «Душа» | Номинация    | [ 18 ]        |
| Награды Общества онлайн-кинокритиков                      | 25 января 2021  | «Лучший анимационный фильм»                                                                                                 | «Душа» | Победа       | [ 18 ]        |
| Награды Общества онлайн-кинокритиков                      | 25 января 2021  | Лучшая оригинальная партитура                                                                                               | Трент Резнор и Аттикус Росс | Победа       | [ 18 ]        |
| Награды национального совета кинокритиков США             | 26 января 2021  | «Лучший анимационный фильм»                                                                                                 | Пит Доктер | Победа       | [ 19 ]        |
| Награды национального совета кинокритиков США             | 26 января 2021  | «Десять лучших фильмов» | «Душа» | Победа       | [ 19 ]        |
| Награды Hollywood Music in Media                          | 27 января 2021  | «Лучшая оригинальная партитура в анимационном фильме»                                                                       | Трент Резнор, Аттикус Росс и Джон Батист                                                                                             | Победа       | [ 20 ] [ 21 ] |
| Награды Hollywood Music in Media                          | 27 января 2021  | «Лучшее музыкальное сопровождение в фильме»                                                                                 | Том Макдугалл | Номинация    | [ 20 ] [ 21 ] |
| Награды Hollywood Music in Media                          | 27 января 2021  | «Лучший альбом саундтреков»                                                                                                 | Душа (оригинальный саундтрек) | Номинация    | [ 20 ] [ 21 ] |
| Премия Лондонской ассоциации кинокритиков                 | 7 февраля 2021  | «Технические достижения» | Пит Доктер | Номинация    | [ 22 ] [ 23 ] |
| Награды Ассоциации кинокритиков Торонто                   | 7 февраля 2021  | «Лучший анимационный фильм»                                                                                                 | «Душа» | Второе место | [ 24 ]        |
| Награды Ассоциации кинокритиков Вашингтона                | 8 февраля 2021  | «Лучший анимационный полнометражный фильм»                                                                                  | «Душа» | Победа       | [ 25 ] [ 26 ] |
| Награды Ассоциации кинокритиков Вашингтона                | 8 февраля 2021  | «Лучшая партитура» | Трент Резнор, Аттикус Росс и Джон Батист                                                                                             | Победа       | [ 25 ] [ 26 ] |
| Награды Ассоциации кинокритиков Вашингтона                | 8 февраля 2021  | «Лучшее голосовое исполнение»                                                                                               | Джейми Фокс | Победа       | [ 25 ] [ 26 ] |
| Награды Ассоциации кинокритиков Вашингтона                | 8 февраля 2021  | «Лучшее голосовое исполнение»                                                                                               | Тина Фей | Номинация    | [ 25 ] [ 26 ] |
| «Спутник»                                                 | 15 февраля 2021 | «Лучший анимационный фильм»                                                                                                 | «Душа» | Номинация    | [ 27 ]        |
| «Спутник»                                                 | 15 февраля 2021 | «Лучший оригинальный сценарий»                                                                                              | Пит Доктер, Майк Джонс и Кемп Пауэрс                                                                                                 | Номинация    | [ 27 ]        |
| Награды Международной ассоциации музыкальных кинокритиков | 18 февраля 2021 | «Лучшая оригинальная партитура для анимационного фильма»                                                                    | Трент Резнор, Аттикус Росс и Джон Батист                                                                                             | Номинация    | [ 28 ] [ 29 ] |
| Премия Американского института киноискусства              | 26 февраля 2021 | «Десятка лучших фильмов года»                                                                                               | «Душа» | Победа       | [ 30 ]        |
| «Золотой глобус»                                          | 28 февраля 2021 | «Лучший анимационный полнометражный фильм»                                                                                  | Пит Доктер, Кемп Пауэрс и Дана Мюррей                                                                                                | Победа       | [ 31 ] [ 32 ] |
| «Золотой глобус»                                          | 28 февраля 2021 | «Лучшая музыка к фильму» | Трент Резнор, Аттикус Росс и Джон Батист                                                                                             | Победа       | [ 31 ] [ 32 ] |
| Премия Австралийской академии кинематографа и телевидения | 5 марта 2021    | «Лучшая режиссура» | Пит Доктер | Номинация    | [ 33 ] [ 34 ] |
| Награды Голливудского творческого альянса                 | 5 марта 2021    | «Лучшая картина» | «Душа» | Номинация    | [ 35 ] [ 36 ] |
| Награды Голливудского творческого альянса                 | 5 марта 2021    | «Лучшая анимационная или VFX работа»                                                                                        | Джейми Фокс | Номинация    | [ 35 ] [ 36 ] |
| Награды Голливудского творческого альянса                 | 5 марта 2021    | «Лучшая анимационная или VFX работа»                                                                                        | Тина Фей | Номинация    | [ 35 ] [ 36 ] |
| Награды Голливудского творческого альянса                 | 5 марта 2021    | «Лучший анимационный фильм»                                                                                                 | «Душа» | Номинация    | [ 35 ] [ 36 ] |
| Награды Голливудского творческого альянса                 | 5 марта 2021    | «Лучшая партитура» | Джон Батист, Трент Резнор и Аттикус Росс                                                                                             | Победа       | [ 35 ] [ 36 ] |
| «Выбор критиков»                                          | 7 марта 2021    | «Лучшая музыка» | Трент Резнор, Аттикус Росс и Джон Батист                                                                                             | Победа       | [ 37 ] [ 38 ] |
| Премия Nickelodeon Kids’ Choice                           | 13 марта 2021   | «Любимый анимационный фильм»                                                                                                | «Душа» | Победа       | [ 39 ]        |
| Премия Nickelodeon Kids’ Choice                           | 13 марта 2021   | «Любимый голос из анимационного фильма»                                                                                     | Тина Фей | Номинация    | [ 39 ]        |
| Премия Nickelodeon Kids’ Choice                           | 13 марта 2021   | «Любимый голос из анимационного фильма»                                                                                     | Джейми Фокс | Номинация    | [ 39 ]        |
| Награды Ассоциации кинокритиков Остина                    | 19 марта 2021   | «Лучший анимационный фильм»                                                                                                 | «Душа» | Номинация    | [ 40 ] [ 41 ] |
| Награды Ассоциации кинокритиков Остина                    | 19 марта 2021   | «Лучшая партитура» | Трент Резнор, Аттикус Росс и Джон Батист                                                                                             | Победа       | [ 40 ] [ 41 ] |
| Премия Гильдии продюсеров США                             | 24 марта 2021   | «Лучший анимационный фильм»                                                                                                 | Дана Мюррей | Победа       | [ 42 ]        |
| Премия NAACP Image                                        | 27 марта 2021   | «Выдающийся анимационный фильм»                                                                                             | «Душа» | Победа       | [ 43 ]        |
| Премия NAACP Image                                        | 27 марта 2021   | «Выдающийся сценарист в кинофильме»                                                                                         | Пит Доктер, Кемп Пауэрс и Майк Джонс                                                                                                 | Номинация    | [ 43 ]        |
| Премия NAACP Image                                        | 27 марта 2021   | «Выдающийся актёрский ансамбль в кинофильме»                                                                                | «Душа» | Номинация    | [ 43 ]        |
| Премия NAACP Image                                        | 27 марта 2021   | «Выдающийся саундтрек / компиляционный альбом»                                                                              | Душа (оригинальный саундтрек) | Победа       | [ 43 ]        |
| Премия NAACP Image                                        | 27 марта 2021   | «Выдающийся джазовый альбом — инструментальный»                                                                             | Music From и Inspired by Soul | Победа       | [ 43 ]        |
| Премия NAACP Image                                        | 27 марта 2021   | «Выдающееся исполнение голоса персонажа в фильме»                                                                           | Questlove | Номинация    | [ 43 ]        |
| Премия NAACP Image                                        | 27 марта 2021   | «Выдающееся исполнение голоса персонажа в фильме»                                                                           | Анджела Бассетт | Номинация    | [ 43 ]        |
| Премия NAACP Image                                        | 27 марта 2021   | «Выдающееся исполнение голоса персонажа в фильме»                                                                           | Джейми Фокс | Победа       | [ 43 ]        |
| Премия NAACP Image                                        | 27 марта 2021   | «Выдающееся исполнение голоса персонажа в фильме»                                                                           | Филисия Рашад | Номинация    | [ 43 ]        |
| Награды Общества специалистов по визуальным эффектам      | 6 апреля 2021   | «Выдающиеся визуальные эффекты в анимационном фильме»                                                                       | Пит Доктер, Дана Мюррей, Майкл Фонг и Билл Ватрал                                                                                    | Победа       | [ 44 ] [ 45 ] |
| Награды Общества специалистов по визуальным эффектам      | 6 апреля 2021   | «Выдающийся анимационный персонаж в анимационном фильме»                                                                    | Джонатан Хоффман, Джонатан Пейдж, Питер Тиериас и Рон Зорман (за «Терри»)                                                            | Победа       | [ 44 ] [ 45 ] |
| Награды Общества специалистов по визуальным эффектам      | 6 апреля 2021   | «Выдающаяся созданная среда в анимационном фильме»                                                                          | Хосук Чанг, Сунгён Джох, Питер Ро и Фрэнк Тай (за «Ваш семинар»)                                                                     | Победа       | [ 44 ] [ 45 ] |
| Награды Общества специалистов по визуальным эффектам      | 6 апреля 2021   | «Выдающаяся виртуальная кинематография в CG-проекте»                                                                        | Мэтт Эспбери и Ян Мегиббен | Победа       | [ 44 ] [ 45 ] |
| Награды Общества специалистов по визуальным эффектам      | 6 апреля 2021   | «Выдающиеся эффекты симуляции в анимационном фильме»                                                                        | Алексис Ангелидис, Кит Дэниел Клон, Аймей Кутт и Мелисса Ценг                                                                        | Победа       | [ 44 ] [ 45 ] |
| Премия Гильдии художников-постановщиков США               | 10 апреля 2021  | «Выдающиеся достижения в области дизайна анимационного фильма»                                                              | Стив Пилчер | Победа       | [ 46 ] [ 47 ] |
| Награда Black Reel                                        | 11 апреля 2021  | «Выдающийся фильм» | Дана Мюррей | Номинация    | [ 48 ] [ 49 ] |
| Награда Black Reel                                        | 11 апреля 2021  | «Выдающийся адаптированный или оригинальный сценарий»                                                                       | Пит Доктер, Майк Джонс и Кемп Пауэрс                                                                                                 | Номинация    | [ 48 ] [ 49 ] |
| Награда Black Reel                                        | 11 апреля 2021  | «Выдающаяся музыка» | Трент Резнор, Аттикус Росс и Джон Батист                                                                                             | Победа       | [ 48 ] [ 49 ] |
| Награда Black Reel                                        | 11 апреля 2021  | «Выдающееся голосовое исполнение»                                                                                           | Анджела Бассетт | Номинация    | [ 48 ] [ 49 ] |
| Награда Black Reel                                        | 11 апреля 2021  | «Выдающееся голосовое исполнение»                                                                                           | Джейми Фокс | Победа       | [ 48 ] [ 49 ] |
| Награда Black Reel                                        | 11 апреля 2021  | «Выдающееся голосовое исполнение»                                                                                           | Филисия Рашад | Номинация    | [ 48 ] [ 49 ] |
| BAFTA                                                     | 11 апреля 2021  | «Лучший анимационный фильм»                                                                                                 | Пит Доктер и Дана Мюррей | Победа       | [ 50 ]        |
| BAFTA                                                     | 11 апреля 2021  | «Лучшая музыка к фильму» | Джон Батист, Трент Резнор и Аттикус Росс                                                                                             | Победа       | [ 50 ]        |
| BAFTA                                                     | 11 апреля 2021  | «Лучший звук» | Койя Эллиотт, Рен Клайс и Дэвид Паркер                                                                                               | Номинация    | [ 50 ]        |
| Награда «Artios»                                          | 15 апреля 2021  | «Киноанимация» | Кевин Реер, Натали Лайон и Кейт Хансен-Бирнбаум                                                                                      | Победа       | [ 51 ] [ 52 ] |
| «Энни»                                                    | 16 апреля 2021  | «Лучший анимационный полнометражный фильм»                                                                                  | «Душа» | Победа       | [ 53 ]        |
| «Энни»                                                    | 16 апреля 2021  | «Лучшая работа в жанре FX — полнометражный фильм»                                                                           | Толга Гёктекин, Карл Капхан, Хироаки Нарита, Энрике Вила и Кайли Вейсмюллер                                                          | Победа       | [ 53 ]        |
| «Энни»                                                    | 16 апреля 2021  | «Анимация персонажей в полнометражном фильме»                                                                               | Михал Макаревич | Победа       | [ 53 ]        |
| «Энни»                                                    | 16 апреля 2021  | «Лучший дизайн персонажей в полнометражном фильме»                                                                          | Даниэль Лопес Муньос | Номинация    | [ 53 ]        |
| «Энни»                                                    | 16 апреля 2021  | «Лучшая режиссура в анимационном полнометражном фильме»                                                                     | Пит Доктер и Кемп Пауэрс | Номинация    | [ 53 ]        |
| «Энни»                                                    | 16 апреля 2021  | «Лучшая музыка в анимационном полнометражном фильме»                                                                        | Трент Резнор, Аттикус Росс и Джон Батист                                                                                             | Победа       | [ 53 ]        |
| «Энни»                                                    | 16 апреля 2021  | «Лучший дизайн анимационного фильма»                                                                                        | Стив Пилчер, Альберт Лозано, Пол Абадилла и Брин Имагир                                                                              | Номинация    | [ 53 ]        |
| «Энни»                                                    | 16 апреля 2021  | «Лучшая раскадровка в полнометражном фильме»                                                                                | Тревор Хименес | Победа       | [ 53 ]        |
| «Энни»                                                    | 16 апреля 2021  | «Лучший сценарий в анимационном полнометражном фильме»                                                                      | Пит Доктер, Майк Джонс и Кемп Пауэрс                                                                                                 | Победа       | [ 53 ]        |
| «Энни»                                                    | 16 апреля 2021  | «Лучшая редакционная статья — художественный фильм»                                                                         | Кевин Нолтинг, Грегори Амундсон, Роберт Грэмджонс и Амера Ризк                                                                       | Победа       | [ 53 ]        |
| Golden Reel Awards                                        | 16 апреля 2021  | «Выдающиеся достижения в звуковом монтаже — звуковые эффекты, фоули, диалог и ADR для анимационного полнометражного фильма» | Койя Эллиотт, Шерил Нарди, Рен Клайс, Стив Орландо, Кимберли Патрик, Джонатан Стивенс, Том Бреннан, Шелли Роден, Джон Рош и Ди Селби | Победа       | [ 54 ] [ 55 ] |
| «Эдди»                                                    | 17 апреля 2021  | «Лучший монтаж анимационного полнометражного фильма»                                                                        | Кевин Нолтинг | Победа       | [ 56 ]        |
| Премия Общества киноакустики                              | 17 апреля 2021  | «Выдающееся достижение в звуковом микшировании анимационного фильма»                                                        | Винсент Каро, Рен Клайс, Аттикус Росс, Дэвид Баучер, Бобби Йохансон и Скотт Кёртис                                                   | Победа       | [ 57 ] [ 58 ] |
| «Оскар»                                                   | 25 апреля 2021  | «Лучший анимационный полнометражный фильм»                                                                                  | Пит Доктер и Дана Мюррей | Победа       | [ 59 ] [ 60 ] |
| «Оскар»                                                   | 25 апреля 2021  | «Лучшая музыка к фильму» | Трент Резнор, Аттикус Росс и Джон Батист                                                                                             | Победа       | [ 59 ] [ 60 ] |
| «Оскар»                                                   | 25 апреля 2021  | «Лучший звук» | Рен Клайс, Койя Эллиотт и Рен Клайс                                                                                                  | Номинация    | [ 59 ] [ 60 ] |
| Кинонаграда MTV                                           | 16 мая 2021     | «Фильм года» | «Душа» | Номинация    | [ 61 ] [ 62 ] |
| «Золотой трейлер»                                         | 22 июля 2021    | «Лучший анимационный фильм / семейный»                                                                                      | «Chicken Soup» (The Hive) | Победа       | [ 63 ]        |
| «Золотой трейлер»                                         | 22 июля 2021    | «Лучший анимационный фильм / семейный»                                                                                      | «Live» (Rogue Planet) | Номинация    | [ 63 ]        |
| «Золотой трейлер»                                         | 22 июля 2021    | «Лучший анимационный/семейный телевизионный ролик»                                                                          | «In It» (Ignition Creative) | Номинация    | [ 63 ]        |
| «Золотой трейлер»                                         | 22 июля 2021    | Лучшая домашняя анимация/семейная анимация                                                                                  | «Target Wall» (Tiny Hero) | Номинация    | [ 63 ]        |
| «Золотой трейлер»                                         | 22 июля 2021    | «Лучший кинопостер» | «Virtual Jazz Show» (ZEALOT) | Победа       | [ 63 ]        |
| «Золотой трейлер»                                         | 22 июля 2021    | «Лучший анимационный трейлер-байт для полнометражного фильма»                                                               | «Virtual Jazz Show» (ZEALOT) | Победа       | [ 63 ]        |
| «Золотой трейлер»                                         | 22 июля 2021    | «Лучшая закадровая съёмка / пресс-кит художественного фильма (менее 2 минут)»                                               | «Live Soulfully — Passions» (ZEALOT)                                                                                                 | Номинация    | [ 63 ]        |
| «Хьюго»                                                   | 18 декабря 2021 | «Лучшая постановка» | Пит Доктер, Майк Джонс, Кемп Пауэрс и Дана Мюррей                                                                                    | Номинация    | [ 64 ] [ 65 ] |
| «Грэмми»                                                  | 3 апреля 2022   | «Лучшее импровизированное джазовое соло»                                                                                    | Джон Батист (за «Bigger Than Us») | Номинация    | [ 66 ]        |
| «Грэмми»                                                  | 3 апреля 2022   | «Лучший джазовый инструментальный альбом»                                                                                   | Джон Батист (за Jazz Selections: Music from и Inspired by Soul)                                                                      | Номинация    | [ 66 ]        |
| «Грэмми»                                                  | 3 апреля 2022   | «Лучший саундтрек для визуальных медиа»                                                                                     | Джон Батист, Трент Резнор и Аттикус Росс (за оригинальный саундтрек)                                                                 | Победа       | [ 66 ]        |

## Комментарии
1. ↑  Некоторые группы награждения не просто присуждают одного победителя, они отмечают несколько лауреатов и занимают призовые места. Поскольку это особое признание и отличается от потери награды, упоминания победителей считаются победами при подсчёте наград.
2. 1 2  Эта награда не имеет одного победителя, а присуждается сразу нескольким фильмам.
3. ↑  Разделена с мультфильмом «Семья Уиллоби» (2020).